# Portoselvaggioclupea whiteheadi
Portoselvaggioclupea whiteheadi è un pesce osseo estinto, appartenente ai clupeiformi. Visse nel Cretaceo superiore (Campaniano - Maastrichtiano, circa 72 milioni di anni fa) e i suoi resti fossili sono stati ritrovati in Italia. 

## Descrizione
Questo pesce è noto per un fossile incompleto ma che comunque permette una ricostruzione dell'aspetto dell'animale: Portoselvaggioclupea doveva essere un pesce di piccole dimensioni, con una lunghezza non superiore ai 15 centimetri. Le principali caratteristiche di Portoselvaggioclupea erano la presenza di archi neurali ed emali delle ultime vertebre autogeni (cioè uniti tra loro tramite giunture, quasi a sembrare un unico blocco), di spine neurali ed emali molto corte, di un forte rigonfiamento prodotto dal pleurostilo sulla faccia laterale della vertebra terminale. Il notevole raccorciamento delle vertebre neurali ed emali indica che questa specie probabilmente aveva un corpo più anguilliforme degli altri clupeiformi coevi come Nardoclupea, Italoclupea e Pugliaclupea.

## Classificazione
Portoselvaggioclupea è un rappresentante dei clupeiformi, il grande gruppo di pesci teleostei attualmente rappresentato da numerosissime forme quali sardine, alose, aringhe, acciughe e spratti. In particolare, Portoselvaggioclupea è stato ascritto alla sottofamiglia Dussumieriinae nell'ambito dei Clupeidae. L'olotipo di Portoselvaggioclupea whiteheadi venne descritto per la prima volta nel 2007 da Louis Taverne, dopo essere stato ritrovato nella zona di Portoselvaggio nei pressi di Nardò, in provincia di Lecce.